# Freddie Hubbard/Stanley Turrentine in Concert Volume One
Freddie Hubbard/Stanley Turrentine in Concert Volume One è un album live di Stanley Turrentine e Freddie Hubbard, pubblicato dalla CTI Records nel 1974.

## Tracce
Lato A
1. Povo – 19:11 (Freddie Hubbard) – Registrato il 4 marzo 1973 al "Ford Auditorium" di Detroit (Michigan)

Lato B
1. Gibraltar – 19:13 (Freddie Hubbard) – Registrato il 3 marzo 1973 al "Chicago Opera House" di Chicago (Illinois)

## Musicisti
- Stanley Turrentine  - sassofono tenore
- Freddie Hubbard  - tromba
- Herbie Hancock  - pianoforte
- Eric Gale  - chitarra
- Ron Carter  - contrabbasso
- Jack DeJohnette  - batteria